# Hoya plicata
Hoya plicata är en oleanderväxtart. Hoya plicata ingår i släktet Hoya och familjen oleanderväxter.

## Underarter
Arten delas in i följande underarter:
- H. p. plicata
- H. p. rundumensis